# Purbakushaha
Purbakushaha (en népalais : पूर्व कुसाहा) est un comité de développement villageois du Népal situé dans le district de Sunsari. Au recensement de 2011, il comptait 7 712 habitants.